# Avsenek
Avsenek je priimek v Sloveniji, ki ga je po podatkih Statističnega urada Republike Slovenije na dan 1. januarja 2010 uporabljalo 72 oseb in je med vsemi priimki po pogostosti uporabe uvrščen na 5.714. mesto.

## Znani nosilci priimka
- Andrej Avsenek (*1959), gozdar (Bled) (& Jernej Avsenek)
- Ivan Avsenek (1889—1972), gospodarstvenik in politik
- Franc Avsenek (*1946), glasbenik violist, dirigent, skladatelj, prof. AG
- Stephanie C. Avsenek (*1933), kemičarka, raziskovalka (ZDA)
- Viktor Avsenek, tiskar?